# Лентово (Західнопоморське воєводство)
Лентово (пол. Łętowo) — село в Польщі, у гміні Славно Славенського повіту Західнопоморського воєводства.
Населення — 296 осіб (2011).
У 1975-1998 роках село належало до Слупського воєводства.

## Демографія
Демографічна структура станом на 31 березня 2011 року:
|          | Загалом | Допрацездатний вік | Працездатний вік | Постпрацездатний вік |
| -------- | ------- | ------------------ | ---------------- | -------------------- |
| Чоловіки | 148     | 46                 | 90               | 12                   |
| Жінки    | 148     | 35                 | 83               | 30                   |
| Разом    | 296     | 81                 | 173              | 42                   |